# Mistrzostwa Europy w piłce siatkowej mężczyzn
Mistrzostwa Europy w piłce siatkowej – międzynarodowe rozgrywki siatkarskie organizowane cyklicznie co 2 lata przez Europejską Konfederację Piłki Siatkowej (CEV) dla męskich reprezentacji narodowych wszystkich europejskich krajowych związków piłki siatkowej.

## Historia mistrzostw Europy
Pierwszy w historii turniej o mistrzostwo Europy siatkarzy rozegrano we Włoszech (Rzymie). Do tej pory najwięcej tytułów mistrzów Europy zdobywali zawodnicy Związku Radzieckiego (12 razy).
Z dotychczasowych 32 finałów ME 27 imprez odbyło się z udziałem Polaków. Polska reprezentacja dwa razy wywalczyła mistrzostwo, pięć razy plasowała się na drugim miejscu, a cztery na trzecim.

## Medaliści mistrzostw Europy
| Edycja | Rok  | Gospodarz                                       | Złoto          | Srebro         | Brąz                | Miejsce Polski |
| ------ | ---- | ----------------------------------------------- | -------------- | -------------- | ------------------- | -------------- |
| I      | 1948 | Włochy                                          | Czechosłowacja | Francja        | Włochy              | n/s            |
| II     | 1950 | Bułgaria                                        | ZSRR           | Czechosłowacja | Węgry               | 6. miejsce     |
| III    | 1951 | Francja                                         | ZSRR           | Bułgaria       | Francja             | n/s            |
| IV     | 1955 | Rumunia                                         | Czechosłowacja | Rumunia        | Bułgaria            | 6. miejsce     |
| V      | 1958 | Czechosłowacja                                  | Czechosłowacja | Rumunia        | ZSRR                | 6. miejsce     |
| VI     | 1963 | Rumunia                                         | Rumunia        | Węgry          | ZSRR                | 6. miejsce     |
| VII    | 1967 | Turcja                                          | ZSRR           | Czechosłowacja | Polska              | Brązowy medal  |
| VIII   | 1971 | Włochy                                          | ZSRR           | Czechosłowacja | Rumunia             | 6. miejsce     |
| IX     | 1975 | Jugosławia                                      | ZSRR           | Polska         | Jugosławia          | Srebrny medal  |
| X      | 1977 | Finlandia                                       | ZSRR           | Polska         | Rumunia             | Srebrny medal  |
| XI     | 1979 | Francja                                         | ZSRR           | Polska         | Jugosławia          | Srebrny medal  |
| XII    | 1981 | Bułgaria                                        | ZSRR           | Polska         | Bułgaria            | Srebrny medal  |
| XIII   | 1983 | NRD                                             | ZSRR           | Polska         | Bułgaria            | Srebrny medal  |
| XIV    | 1985 | Holandia                                        | ZSRR           | Czechosłowacja | Francja             | 4. miejsce     |
| XV     | 1987 | Belgia                                          | ZSRR           | Francja        | Grecja              | n/s            |
| XVI    | 1989 | Szwecja                                         | Włochy         | Szwecja        | Holandia            | 7. miejsce     |
| XVII   | 1991 | Niemcy                                          | ZSRR           | Włochy         | Holandia            | 7. miejsce     |
| XVIII  | 1993 | Finlandia                                       | Włochy         | Holandia       | Rosja               | 7. miejsce     |
| XIX    | 1995 | Grecja                                          | Włochy         | Holandia       | Jugosławia          | 6. miejsce     |
| XX     | 1997 | Holandia                                        | Holandia       | Jugosławia     | Włochy              | n/s            |
| XXI    | 1999 | Austria                                         | Włochy         | Rosja          | Jugosławia          | n/s            |
| XXII   | 2001 | Czechy                                          | Jugosławia     | Włochy         | Rosja               | 5. miejsce     |
| XXIII  | 2003 | Niemcy                                          | Włochy         | Francja        | Rosja               | 5. miejsce     |
| XXIV   | 2005 | Serbia i Czarnogóra / Włochy                    | Włochy         | Rosja          | Serbia i Czarnogóra | 5. miejsce     |
| XXV    | 2007 | Rosja                                           | Hiszpania      | Rosja          | Serbia              | 11. miejsce    |
| XXVI   | 2009 | Turcja                                          | Polska         | Francja        | Bułgaria            | Złoty medal    |
| XXVII  | 2011 | Austria / Czechy                                | Serbia         | Włochy         | Polska              | Brązowy medal  |
| XXVIII | 2013 | Dania / Polska                                  | Rosja          | Włochy         | Serbia              | 9. miejsce     |
| XXIX   | 2015 | Bułgaria / Włochy                               | Francja        | Słowenia       | Włochy              | 5. miejsce     |
| XXX    | 2017 | Polska                                          | Rosja          | Niemcy         | Serbia              | 10. miejsce    |
| XXXI   | 2019 | Belgia / Francja / Holandia / Słowenia          | Serbia         | Słowenia       | Polska              | Brązowy medal  |
| XXXII  | 2021 | Czechy / Estonia / Finlandia / Polska           | Włochy         | Słowenia       | Polska              | Brązowy medal  |
| XXXIII | 2023 | Bułgaria / Izrael / Macedonia Północna / Włochy | Polska         | Włochy         | Słowenia            | Złoty medal    |
| XXXIV  | 2026 | Włochy / Bułgaria / Rumunia / Finlandia         |                |                |                     |                |

## Najbardziej wartościowi zawodnicy (MVP)
- 1979 –  ZSRR – Władimir Kondra
- 1983 –  Włochy – Franco Bertoli
- 1985 –  ZSRR – Wiaczesław Zajcew
- 1987 –  Francja – Philippe Blain
- 1989 –  Szwecja – Bengt Gustafson
- 1991 –  ZSRR – Dmitrij Fomin
- 1993 –  Włochy – Andrea Giani
- 1995 –  Włochy – Andrea Giani
- 1997 –  Holandia – Guido Görtzen
- 1999 –  Włochy – Andrea Giani
- 2001 –  Jugosławia – Ivan Miljković
- 2003 –  Włochy – Andrea Sartoretti
- 2005 –  Włochy – Alberto Cisolla
- 2007 –  Rosja – Siemion Połtawski
- 2009 –  Polska – Piotr Gruszka
- 2011 –  Serbia – Ivan Miljković
- 2013 –  Rosja – Dmitrij Muserski
- 2015 –  Francja – Antonin Rouzier
- 2017 –  Rosja – Maksim Michajłow
- 2019 –  Serbia – Uroš Kovačević
- 2021 –  Włochy – Simone Giannelli
- 2023 –  Polska – Wilfredo León

## Gospodarze mistrzostw Europy
| Liczba | Kraj                | Rok                                |
| ------ | ------------------- | ---------------------------------- |
| 6      | Włochy              | 1948, 1971, 2005, 2015, 2023, 2026 |
| 5      | Bułgaria            | 1950, 1981, 2015, 2023, 2026       |
| 4      | Czechy              | 1958, 2001, 2011, 2021             |
| 4      | Finlandia           | 1977, 1993, 2021, 2026             |
| 3      | Francja             | 1951, 1979, 2019                   |
| 3      | Holandia            | 1985, 1997, 2019                   |
| 3      | Polska              | 2013, 2017, 2021                   |
| 3      | Rumunia             | 1955, 1963, 2026                   |
| 2      | Turcja              | 1967, 2009                         |
| 2      | Belgia              | 1987, 2019                         |
| 2      | Niemcy              | 1991, 2003                         |
| 2      | Austria             | 1999, 2011                         |
| 1      | Jugosławia          | 1975                               |
| 1      | Szwecja             | 1989                               |
| 1      | NRD                 | 1983                               |
| 1      | Grecja              | 1995                               |
| 1      | Serbia i Czarnogóra | 2005                               |
| 1      | Rosja               | 2007                               |
| 1      | Dania               | 2013                               |
| 1      | Słowenia            | 2019                               |
| 1      | Estonia             | 2021                               |
| 1      | Izrael              | 2023                               |
| 1      | Macedonia Północna  | 2023                               |

## Klasyfikacja medalowa
| Msc.  | Państwo             |    |    |    | Razem |
| ----- | ------------------- | -- | -- | -- | ----- |
| 1.    | ZSRR                | 12 | 0  | 2  | 14    |
| 2.    | Włochy              | 7  | 5  | 3  | 15    |
| 3.    | Czechosłowacja      | 3  | 4  | 0  | 7     |
| 4.    | Polska              | 2  | 5  | 4  | 11    |
| 5.    | Rosja               | 2  | 3  | 3  | 8     |
| 6.    | Serbia              | 2  | 0  | 3  | 5     |
| 7.    | Francja             | 1  | 4  | 2  | 7     |
| 8.    | Holandia            | 1  | 2  | 2  | 5     |
| 8.    | Rumunia             | 1  | 2  | 2  | 5     |
| 10.   | Jugosławia          | 1  | 1  | 4  | 6     |
| 11.   | Hiszpania           | 1  | 0  | 0  | 1     |
| 12.   | Słowenia            | 0  | 3  | 1  | 4     |
| 13.   | Bułgaria            | 0  | 1  | 4  | 5     |
| 14.   | Węgry               | 0  | 1  | 1  | 2     |
| 15.   | Niemcy              | 0  | 1  | 0  | 1     |
| 15.   | Szwecja             | 0  | 1  | 0  | 1     |
| 17.   | Grecja              | 0  | 0  | 1  | 1     |
| 17.   | Serbia i Czarnogóra | 0  | 0  | 1  | 1     |
| Razem | Razem               | 32 | 32 | 32 | 96    |

## Liczba udziałów
Na 33 rozegrane turnieje, tj. po zakończeniu Mistrzostw Europy 2023

- Włochy (32)
- Bułgaria (31)
- Francja (31)
- Holandia (28)
- Polska (28)
- RFN + Niemcy (21)
- Finlandia (20)
- Belgia (18)
- Rumunia (18)
- Grecja (17)
- Czechosłowacja (16)
- Związek Radziecki (16)
- Rosja (15)
- Serbia i Czarnogóra + Serbia (15)
- Czechy (14)
- Jugosławia (14)
- Hiszpania (12)
- Turcja (12)
- Słowacja (11)
- Węgry (11)
- Słowenia (10)
- NRD (10)
- Austria (8)
- Estonia (7)
- Portugalia (7)
- Szwecja (7)
- Ukraina (7)
- Chorwacja (5)
- Dania (5)
- Białoruś (4)
- Izrael (4)
- Albania (3)
- Czarnogóra (3)
- Macedonia Północna (3)
- Egipt (2)
- Łotwa (2)
- Szwajcaria (2)
- Szkocja (1)
- Tunezja (1)